# Moritz Lanegger
Moritz Lanegger (Graz, 29 marzo 1990) è un cestista austriaco.

## Palmarès
- Campionato austriaco: 1

Klosterneuburg: 2011-12
- Coppa d'Austria: 1

Klosterneuburg: 2013
- Coppa di Danimarca: 1

FOG Næstved: 2017
- Supercoppa d'Austria: 2

Klosterneuburg: 2012, 2013